# СРПН-2 Прогноз
СРПН-2 Прогноз, позната и като Око-1 е руска програма за изграждане на система от военни спътници за ранно предупреждение. Целта на програмата е да засича изстрелвания на ядрени ракети и детонации на такива. Програмата е започната като част от мащабния проект за противоракетна отбрана на СССР в началото на 1980-те години. Първият спътник е изстрелян на 29 март 1984 година, а цялата система е активирана през 1996. Изстрелването на още спътници е в ход, като последното изстрелване е на 26 юни 2008 (успешен). Сателитите следват геосинхронна орбита на около 35 750 км над земния екватор. Към август 2008 в орбита има 16 спътника, от които два наблюдават денонощно земната повърхност, а останалите 14 са позиционирани над други части на земята и не осъществяват денонощно наблюдение. СРПН-2 Прогноз е стартирана като допълнение към предишната програма Око и е разработвана от същото бюро – НПО Лавочкин. Освен наблюдение на ракетните установки по цялата територия на САЩ и други страни с ядрени оръжия, системата се използва и за наблюдаване на полети на бойни самолети по света.